# 榊まこ
榊 まこ（さかき まこ、1999年12月22日 - ）は、日本のグラビアアイドル 。
オセロ合同会社に所属。

## 人物
- 趣味：買い物、お笑い鑑賞[1]
- 特技：テニス
- 好きな食べ物：イチゴ、抹茶、和菓子

## 作品

### DVD
- 美少女伝説 （2015年3月27日、スパイスビジュアル）
- クラスメイト （2015年6月19日、竹書房）
- 放課後 榊まこ 同好会 （2015年8月28日、エスデジタル）
- 美少女伝説 まこ姫（2015年10月30日、スパイスビジュアル）
- 美少女伝説 天使さま （2016年1月29日、スパイスビジュアル）
- 美少女伝説 てくまこまこたん♪ （2016年4月29日、スパイスビジュアル）
- Like you 榊まこ （2016年8月26日、スパイスビジュアル）
- 美少女伝説 うさぴっぴ （2016年11月25日、スパイスビジュアル）

### 協業DVD
- 美少女伝説 れいなの香、まこの瞳 河合玲奈 榊まこ （2015年4月24日、スパイスビジュアル）
- 美少女伝説 のりまこ日記 榊まこ 西山乃利子 （2015年11月27日、スパイスビジュアル）
- まことのりこのぴゅあ組 榊まこ 西山乃利子 （2016年3月25日、スパイスビジュアル）
- ぴゅあKiss 榊まこ 佐々野愛美 （2016年6月24日、スパイスビジュアル）
- 美少女伝説 榊まこ 秋吉美来（2016年7月29日、スパイスビジュアル）
- 美少女伝説 まことのりことクマたんの大冒険 榊まこ・西山乃利子 （2016年10月28日、スパイスビジュアル）